# جيمس غلاسغو
جيمس غلاسغو هو سياسي أمريكي، ولد في 1735 في مقاطعة ماريلاند ‏ في مملكة بريطانيا العظمى، وتوفي في 1819 في ناشفيل في الولايات المتحدة.